# Luigi Ganna
Luigi Ganna (né le 1er décembre 1883 à Induno Olona, dans la province de Varèse, en Lombardie et mort le 2 octobre 1957 à Varèse) est un  coureur cycliste italien, des années 1900-1910, qui fut le vainqueur du premier Tour d'Italie en 1909.

## Biographie
Il termine quatrième du premier Milan-San Remo en 1907 à plus de 30 minutes du vainqueur. L'année suivante, Milan-San Remo est affecté par un temps particulièrement difficile, avec des vents soufflant en rafales et une pluie verglaçante, du début à la fin de l'épreuve. L'état dramatique des routes contribue à la dureté de la course, ce qui provoque plusieurs crevaisons et des pannes mécaniques. Un petit groupe de coureurs, contenant tous les favoris, s'échappe sur le Passo del Turchino. À Masone cinq d'entre eux mènent la course : le Belge Cyrille Van Hauwaert, les Italiens Rossignoli et Galetti, ainsi que les coureurs français Pottier et Lignon. Dans la commune de Finale Ligure, Van Hauwaert accélère et lâche Lignon, son dernier compagnon d'échappée pour tenter de résister en solitaire jusqu'à l'arrivée. Derrière, Luigi Ganna, André Trousselier et Augustin Ringeval se mettent à sa poursuite. Ganna se rapproche dangereusement, mais Van Hauwaert maintient son avance jusqu'à l'arrivée à San Remo. Il se contente de la deuxième place
En 1909, sur Milan-San Remo, il s'échappe sur le Passo del Turchino, avant la mi-course. Il est ensuite rejoint et lâché par Émile Georget et Giovanni Cuniolo. À Savone, Georget prend une mauvaise route - il raconte qu'un fonctionnaire lui a signalé la mauvaise direction - et est dépassé par Ganna qui se dirige en solitaire jusqu'à San Remo. À l'arrivée, Ganna, est accueilli par une foule enthousiaste et devient le premier vainqueur italien de Milan-San Remo. Georget termine deuxième à 3 minutes, Cuniolo troisième à 18 minutes. Pour la première fois, la vitesse moyenne dépasse les 30 km/h.
En 1910, il participe à une édition dantesque de Milan-San Remo. Partis à 63, seulement 4 concurrents sont officiellement classés. D'autres coureurs ont terminé la course bien après, mais les commissaires de courses étaient rentrés chez eux. Luigi Ganna, initialement deuxième, est déclassé pour avoir utilisé une voiture. Le vainqueur Eugène Christophe a mis plusieurs années à se remettre de cette course.

## Palmarès

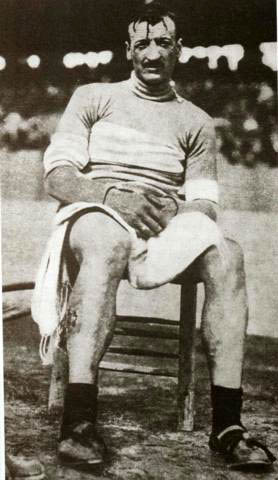
Luigi Ganna après sa victoire sur le Tour d'Italie 1909.

### Palmarès année par année
- 1904
  - 3e du championnat de Brianzolo
- 1905
  - 3e du championnat de Brianzolo
  - 3e du Tour de Lombardie
- 1906
  - Milan-Giovi-Milan
  - Coppa Val d'Olona
  - 2e de Milan-Alexandrie-Milan
  - 3e du Tour de Lombardie
  - 3e du Tour du Piémont
  - 3e de Milan-Pavie-Lodi-Milan
- 1907
  - Turin-Rome
  - Circuit Lombard
  - 2e et 5e étapes du Tour de Sicile
  - 2e du Tour de Sicile
  - 3e de la Corsa Regina Madre
  - 3e du Tour de Lombardie
  - 4e de Milan-San Remo
- 1908
  - Corsa Regina Margherita
  - 2e de Milan-Vérone
  - 2e de Milan-San Remo
  - 2e du Tour de Lombardie
  - 3e de Rome-Naples-Rome
  - 5e du Tour de France
- 1909
  - Milan-San Remo
  - Tour d'Italie :
    - Classement général
    - 4e, 5e et 7e étapes

  - 1re étape de Rome-Naples-Rome
  - 3e du Tour d'Émilie
  - 6e du Tour de Lombardie
- 1910
  - 5e, 7e et 10e étapes du Tour d'Italie
  - Tour d'Émilie
  - Milan-Modène
  - 2e de Rome-Naples-Rome
  - 2e du championnat d'Italie sur route
  - 2e du Tour de Lombardie
  - 3e de Gênes-Nice
  - 3e du Tour d'Italie
  - 3e de la Coppa Val d'Olona
- 1911
  - 1re étape de la Corsa delle Tre Capitali
  - 3e de Milan-San Remo
  - 3e de la Corsa delle Tre Capitali
- 1912
  - Circuit Milanais
- 1913
  - 1re étape de Rome-Naples-Rome
  - 3e de Rome-Naples-Rome
  - 5e du Tour d'Italie
- 1914
  - 6e de Milan-San Remo

### Résultats sur les grands tours

#### Tour d'Italie
6 participations
- 1909 : Vainqueur du classement général et de 3 étapes, leader pendant 6 jours
- 1910 : 3e
- 1911 : abandon (3e étape)
- 1912 : abandon (5e étape)
- 1913 : 5e
- 1914 : abandon (2e étape)

#### Tour de France
3 participations
- 1907 : abandon (6e étape)
- 1908 : 5e
- 1909 : abandon (3e étape)

### Records
- Record de l'heure : 40,405 km en 1908